# Idaios (Sohn des Paris)
Idaios (altgriechisch Ἰδαῖος Idaíos) ist in der griechischen Mythologie ein Sohn des Paris und der Helena.
Idaios, der eine späte Zutat zum trojanischen Sagenkreis ist und bei Homer nicht erwähnt wird, war laut Johannes Tzetzes ein Bruder des Bunikos, des Korythos – der sonst ein Sohn des Paris mit der Nymphe Oinone ist – und des Aganos.